# Rogelio Marcelo
Rogelio Marcelo García (* 11. Juni 1965) ist ein ehemaliger kubanischer Boxer. Marcelo war Silbermedaillengewinner der Zentralamerika- und Karibikspiele 1986 und der Weltmeisterschaften 1989 und 1991, Gewinner der Zentralamerika- und Karibikspiele 1990 und der Panamerikanischen Spiele 1991 und Olympiasieger 1992.

## Karriere
Marcelo war kubanischer Meister im Halbfliegengewicht (-48 kg) in den Jahren 1989 und 1990.
Marcelos erste internationale Meisterschaften waren die Zentralamerika- und Karibikspiele 1986 in Santiago de los Caballeros. Hier erreichte er das Finale im Halbfliegengewicht, musste sich jedoch dem Lokalmatador Jesus Herrera geschlagen geben (5:0). 1988 gewann Marcelo die Zentralamerika- und Karibikmeisterschaften in Guatemala-Stadt. Im Jahr darauf nahm er erstmals an den Weltmeisterschaften teil und erreichte nach Siegen u. a. über Nschan Muntschjan, Sowjetunion (23:20), das Finale. In diesem stand ihm Eric Griffin, USA, gegenüber, dem er mit 17:13 Punkten unterlag.
1990 startete Marcelo erfolglos bei den Goodwill Games Seattle, gewann jedoch die Zentralamerika- und Karibikspiele in Mexiko-Stadt. Im Jahr darauf gewann er die Panamerikanischen Spiele in Havanna und errang bei den Weltmeisterschaften wiederum die Silbermedaille. Marcelo schlug hierbei im Halbfinale Daniel Petrow, Bulgarien (29:19), verlor jedoch im Finale nochmals gegen den US-Amerikaner Eric Griffin (36:18). 1992 nahm Marcelo an den Olympischen Spielen in Barcelona teil und erreichte nach Siegen über Mfamasibili Tibonisele Mnisi, Swasiland (RSC 3.), Erdenentsogt Tsogtjargal, Mongolei (14:2), Rafael Lozano, Spanien (11:3), der überraschend Griffin aus dem Turnier geschmissen hatte, und Roel Velasco, Philippinen (RSC 1.), das Finale. In diesem Stand ihm der Bulgare Petrow gegenüber und wie schon bei den Weltmeisterschaften 1991 schlug Marcelo ihn klar nach Punkten (20:10) und wurde somit Olympiasieger.
1993 nahm er am Erdteilkampf Europa – Nordamerika teil. In jenem Jahr startete Marcelo nochmals bei den Weltmeisterschaften in Tampere, schied jedoch bereits im ersten Kampf gegen den russischen Vertreter Eduard Gaifulin aus (11:10). Auch seine nationale Vormachtstellung verlor Marcelo in diesem Jahr an Maikro Romero, so dass er seine Karriere beendete.